# Yōsuke Fukuda
Yōsuke Fukuda (jap. 福田 洋介, Fukuda Yōsuke; * 19. April 1975 in Suginami, Tokio, Japan) ist ein japanischer Komponist und Oboist.
Bereits im Kindesalter beschäftigte Fukuda sich mit Musik, vor allem mit Synthesizern. Mit 11 Jahren begann er mit Hilfe seines Computers die ersten kleinen Kompositionen und Arrangements zu erstellen. Mit 12 Jahren arrangierte er Werke von Debussy für Synthesizer. Als er die Mittelschule besuchte, wurde er vertraut gemacht mit Blasinstrumenten und der Blasmusik. Daraufhin erstellte und arrangierte er Werke bekannter Meister für Blasorchester. 1991 begann seine Forschung über Synthesizer und Multimedia. 1994 graduierte er an der Oberschule und war zunächst in einem Musikhandel tätig, komponierte unterdes weiter, insbesondere für das Theater, die Oper, Tanz-Companieen und das Fernsehen. 1999 wurde er zum Präsidenten der Desital Wonderland, DAW Product ernannt. 

## Werke

### Werke für Blasorchester
- 1997 FU-GA-KU II
- 1997 Lyric of Red Maple
- 1999 Pastorale Printemps
- 2000 Suite Romanesque
  1. Overture Marziale
  2. Chorale
  3. Scherzo de Callion
  4. Marche Glorieuse
- 2001 Douchu-Rhapsody
- 2003 Hokusai Impressions
- 2003 Dancing in the Wind -Kaze-no-Mai- (Asahi-Kompositionspreis für Blasorchester)
- 2004 KA-GU-RA for Band

### Kammermusik
- 1995 HANDS for 5 Percussions (Timpani x2, Comgas, Bongos, Tambourine, Bass-Tom (Surdo))
- 1996 In the quiet woods... for Oboe (or Soprano), Cello (or Bariton), Piano
- 1997 Divertiment for Woodwind Quintet for Flute, Oboe, Clarinet, Horn and Bassoon
  1. Playfully (Ebi-Su-Ten)
  2. Actively (Dai-Koku-Ten)
  3. Heroically (Bisha-Mon-Ten)
  4. Embracery (Ben-Zai-Ten)
  5. Comfortably (Fuku-Roku-Ju)
  6. Narratively (Ju-Rou-Jin)
  7. Large-minded (Ho-Tei)
- 1999 Epiphylium for Piano Solo
- 2001 Suite Lyrique for Flute, Oboe, Clarinet, Alto Sax and Bass Clarinet
  1. Poeme lyrique d'air
  2. Chant d'amor
  3. Toccata
- Le Jardin Feerique